# We Need Medicine
We Need Medicine è il terzo album in studio dei The Fratellis. L'album è stato pubblicato il 7 ottobre 2013 in Gran Bretagna, e in edizione speciale per gli Stati Uniti il giorno seguente. Ha debuttato alla posizione numero 26 nella UK Albums Chart, segnando un significativo declino in termini di popolarità per la band i cui primi due album erano entrati nella Top 5.
Questo album è il primo dalla loro riunione del 2012, dopo la breve esperienza di Jon nei Codeine Velvet Club e come artista solista, quella di Barry in tour con i The Twang e quella di Mince con i Throne o' Diablo e nella band solista di Jon. È stato preceduto dal singolo "Seven Nights, Seven Days", pubblicato il 29 settembre del 2013.

## Tracce
1. Halloween Blues - 3:16
2. This Old Ghost Town - 3:40
3. She's Not Gone Yet But She's Leaving - 3:50
4. Seven Nights, Seven Days - 3:25
5. Shotgun Shoes - 4:24
6. Whisky Saga - 3:10
7. This Is Not The End Of The World - 4:00
8. Jeannie Nitro - 4:19
9. We Need Medicine - 4:00
10. Rock 'n' Roll Will Break Your Heart - 5:21
11. Until She Saves My Soul - 5:33